# Adam Johnson (calciatore)
Adam Johnson (Sunderland, 14 luglio 1987) è un ex calciatore inglese, di ruolo centrocampista o ala.

## Carriera

### Club
Adam Johnson si è formato nel settore giovanile del Middlesbrough, con cui ha vinto la FA Youth Cup nel 2003. Durante la stagione 2003-2004 è stato aggregato alla prima squadra, ma ha fatto il suo esordio soltanto il 17 marzo 2005, in una partita di Coppa UEFA persa per 0-1 contro lo Sporting Lisbona. Il 10 settembre dello stesso anno ha giocato anche la sua prima partita di Premier League, vinta per 2-1 contro l'Arsenal al Riverside Stadium; il 3 maggio 2006 ha invece siglato la sua prima rete in carriera sul campo del Bolton (1-1).
Nel 2006 e nel 2007 è stato ceduto in prestito semestrale, rispettivamente, a Leeds United e Watford.
Il 31 gennaio 2010 è stato acquistato per circa otto milioni di euro dal Manchester City, con cui ha firmato un contratto quadriennale. Il primo gol con la nuova maglia è arrivato il 30 settembre dello stesso anno, nella partita di Europa League pareggiata per 1-1 contro la Juventus all'Etihad Stadium.
Il 24 agosto 2012 è stato acquistato per circa tredici milioni di euro dalla squadra della sua città natale, il Sunderland, con cui ha firmato un contratto quadriennale. L'11 febbraio 2016 i Black Cats hanno rescisso il contratto per giusta causa in seguito alle accuse di pedofilia nei suoi confronti.

### Nazionale
Adam Johnson ha fatto il suo esordio con la nazionale inglese il 24 maggio 2010, in un'amichevole vinta per 3-1 contro il Messico a Wembley. Il 3 settembre dello stesso anno ha realizzato la sua prima rete con la maglia dei Tre Leoni, nella partita vinta per 4-0 contro la Bulgaria, e si è ripetuto quattro giorni dopo contro la Svizzera (3-1).

## Vita privata
Adam Johnson ha avuto una relazione con la modella inglese Stacey Flounders dal 2012 al 2016; nel 2015 la coppia ha avuto una figlia, Ayla Sofia.

## Controversie legali
Il 2 marzo 2015 Adam Johnson è stato arrestato con l'accusa di aver avuto un rapporto sessuale con una ragazza minorenne; il giorno dopo è stato liberato su cauzione, ma è stato sospeso dal Sunderland per due settimane in attesa di ulteriori accertamenti. Il 10 febbraio 2016 si è dichiarato colpevole, davanti alla corte di Bradford (West Yorkshire), per avere adescato la ragazza su internet ed averla baciata, ma ha respinto le accuse di aver avuto un rapporto sessuale con lei; il giorno dopo il Sunderland ha deciso di rescindere il suo contratto per giusta causa. Il 24 marzo seguente è stato condannato a sei anni di reclusione, poi ridotti a tre, per adescamento e attività sessuale con una minorenne; è stato liberato il 22 marzo 2019.

## Statistiche

### Presenze e reti nei club
| Stagione               | Squadra                | Campionato             | Campionato | Campionato | Coppe nazionali | Coppe nazionali | Coppe nazionali | Coppe continentali | Coppe continentali | Coppe continentali | Altre coppe | Altre coppe | Altre coppe | Totale | Totale |
| Stagione               | Squadra                | Comp                   | Pres       | Reti       | Comp            | Pres            | Reti            | Comp               | Pres               | Reti               | Comp        | Pres        | Reti        | Pres   | Reti   |
| ---------------------- | ---------------------- | ---------------------- | ---------- | ---------- | --------------- | --------------- | --------------- | ------------------ | ------------------ | ------------------ | ----------- | ----------- | ----------- | ------ | ------ |
| 2003-2004              | Middlesbrough          | PL                     | 0          | 0          | FACup+CdL       | 0+0             | 0               | -                  | -                  | -                  | -           | -           | -           | 0      | 0      |
| 2004-2005              | Middlesbrough          | PL                     | 0          | 0          | FACup+CdL       | 0+0             | 0               | CU                 | 1                  | 0                  | -           | -           | -           | 1      | 0      |
| 2005-gen. 2006         | Middlesbrough          | PL                     | 13         | 1          | FACup+CdL       | 1+1             | 0               | CU                 | 3                  | 0                  | -           | -           | -           | 18     | 1      |
| gen.-giu. 2006         | Leeds United           | LC                     | 5          | 0          | FACup+CdL       | 0+0             | 0               | -                  | -                  | -                  | -           | -           | -           | 5      | 0      |
| 2006-gen. 2007         | Middlesbrough          | PL                     | 12         | 0          | FACup+CdL       | 3+1             | 0               | -                  | -                  | -                  | -           | -           | -           | 16     | 0      |
| gen.-giu. 2007         | Watford                | FLC                    | 12         | 5          | FACup+CdL       | 0+0             | 0               | -                  | -                  | -                  | -           | -           | -           | 12     | 5      |
| 2007-2008              | Middlesbrough          | PL                     | 19         | 1          | FACup+CdL       | 4+1             | 0               | -                  | -                  | -                  | -           | -           | -           | 24     | 1      |
| 2008-2009              | Middlesbrough          | PL                     | 26         | 0          | FACup+CdL       | 5+2             | 0+2             | -                  | -                  | -                  | -           | -           | -           | 33     | 2      |
| 2009-gen. 2010         | Middlesbrough          | LC                     | 26         | 11         | FACup+CdL       | 1+1             | 0+1             | -                  | -                  | -                  | -           | -           | -           | 28     | 12     |
| Totale Middlesbrough   | Totale Middlesbrough   | Totale Middlesbrough   | 96         | 13         |                 | 20              | 3               |                    | 4                  | 0                  |             | -           | -           | 120    | 16     |
| gen.-giu. 2010         | Manchester City        | PL                     | 16         | 1          | FACup+CdL       | 0+0             | 0               | -                  | -                  | -                  | -           | -           | -           | 16     | 1      |
| 2010-2011              | Manchester City        | PL                     | 31         | 4          | FACup+CdL       | 4+1             | 1+0             | UEL                | 7                  | 2                  | -           | -           | -           | 43     | 7      |
| 2011-2012              | Manchester City        | PL                     | 26         | 6          | FACup+CdL       | 1+4             | 0+1             | UCL+UEL            | 5+1                | 0                  | CS          | 1           | 0           | 38     | 7      |
| Totale Manchester City | Totale Manchester City | Totale Manchester City | 73         | 11         |                 | 10              | 2               |                    | 13                 | 2                  |             | 1           | 0           | 97     | 15     |
| 2012-2013              | Sunderland             | PL                     | 35         | 5          | FACup+CdL       | 2+3             | 0               | -                  | -                  | -                  | -           | -           | -           | 40     | 5      |
| 2013-2014              | Sunderland             | PL                     | 36         | 8          | FACup+CdL       | 2+7             | 1+1             | -                  | -                  | -                  | -           | -           | -           | 45     | 10     |
| 2014-2015              | Sunderland             | PL                     | 32         | 4          | FACup+CdL       | 2+2             | 0+1             | -                  | -                  | -                  | -           | -           | -           | 36     | 5      |
| 2015-2016              | Sunderland             | PL                     | 19         | 2          | FACup+CdL       | 0+1             | 0               | -                  | -                  | -                  | -           | -           | -           | 20     | 2      |
| Totale Sunderland      | Totale Sunderland      | Totale Sunderland      | 122        | 19         |                 | 19              | 3               |                    | -                  | -                  |             | -           | -           | 141    | 22     |
| Totale carriera        | Totale carriera        | Totale carriera        | 308        | 48         |                 | 49              | 8               |                    | 17                 | 2                  |             | 1           | 0           | 375    | 58     |

### Presenze e reti in nazionale
| Cronologia completa delle presenze e delle reti in nazionale ― Inghilterra | Cronologia completa delle presenze e delle reti in nazionale ― Inghilterra | Cronologia completa delle presenze e delle reti in nazionale ― Inghilterra | Cronologia completa delle presenze e delle reti in nazionale ― Inghilterra | Cronologia completa delle presenze e delle reti in nazionale ― Inghilterra | Cronologia completa delle presenze e delle reti in nazionale ― Inghilterra | Cronologia completa delle presenze e delle reti in nazionale ― Inghilterra | Cronologia completa delle presenze e delle reti in nazionale ― Inghilterra |
| Data                                                                       | Città                                                                      | In casa                                                                    | Risultato                                                                  | Ospiti                                                                     | Competizione                                                               | Reti                                                                       | Note                                                                       |
| -------------------------------------------------------------------------- | -------------------------------------------------------------------------- | -------------------------------------------------------------------------- | -------------------------------------------------------------------------- | -------------------------------------------------------------------------- | -------------------------------------------------------------------------- | -------------------------------------------------------------------------- | -------------------------------------------------------------------------- |
| 24-5-2010                                                                  | Londra                                                                     | Inghilterra                                                                | 3 – 1                                                                      | Messico                                                                    | Amichevole                                                                 | -                                                                          | 85’                                                                        |
| 11-8-2010                                                                  | Londra                                                                     | Inghilterra                                                                | 2 – 1                                                                      | Ungheria                                                                   | Amichevole                                                                 | -                                                                          |                                                                            |
| 3-9-2010                                                                   | Londra                                                                     | Inghilterra                                                                | 4 – 0                                                                      | Bulgaria                                                                   | Qual. Euro 2012                                                            | 1                                                                          | 74’                                                                        |
| 7-9-2010                                                                   | Basilea                                                                    | Svizzera                                                                   | 1 – 3                                                                      | Inghilterra                                                                | Qual. Euro 2012                                                            | 1                                                                          | 13’                                                                        |
| 12-10-2010                                                                 | Londra                                                                     | Inghilterra                                                                | 0 – 0                                                                      | Montenegro                                                                 | Qual. Euro 2012                                                            | -                                                                          |                                                                            |
| 17-11-2010                                                                 | Londra                                                                     | Inghilterra                                                                | 1 – 2                                                                      | Francia                                                                    | Amichevole                                                                 | -                                                                          | 46’                                                                        |
| 2-9-2011                                                                   | Sofia                                                                      | Bulgaria                                                                   | 0 – 3                                                                      | Inghilterra                                                                | Qual. Euro 2012                                                            | -                                                                          | 83’                                                                        |
| 6-9-2011                                                                   | Londra                                                                     | Inghilterra                                                                | 1 – 0                                                                      | Galles                                                                     | Qual. Euro 2012                                                            | -                                                                          | 79’                                                                        |
| 12-11-2011                                                                 | Londra                                                                     | Inghilterra                                                                | 1 – 0                                                                      | Spagna                                                                     | Amichevole                                                                 | -                                                                          | 76’                                                                        |
| 29-2-2012                                                                  | Londra                                                                     | Inghilterra                                                                | 2 – 3                                                                      | Paesi Bassi                                                                | Amichevole                                                                 | -                                                                          | 64’                                                                        |
| 26-5-2012                                                                  | Oslo                                                                       | Norvegia                                                                   | 0 – 1                                                                      | Inghilterra                                                                | Amichevole                                                                 | -                                                                          | 84’                                                                        |
| 15-8-2012                                                                  | Berna                                                                      | Italia                                                                     | 1 – 2                                                                      | Inghilterra                                                                | Amichevole                                                                 | -                                                                          |                                                                            |
| Totale                                                                     |                                                                            | Presenze                                                                   | 12                                                                         |                                                                            | Reti                                                                       | 2                                                                          |                                                                            |

## Palmarès

### Club

#### Competizioni giovanili
- FA Youth Cup: 1

Middlesbrough: 2003-2004

#### Competizioni nazionali
- Coppa d'Inghilterra: 1

Manchester City: 2010-2011
- Campionato inglese: 1

Manchester City: 2011-2012
- Community Shield: 1

Manchester City: 2012